# Oreské (powiat Michalovce)

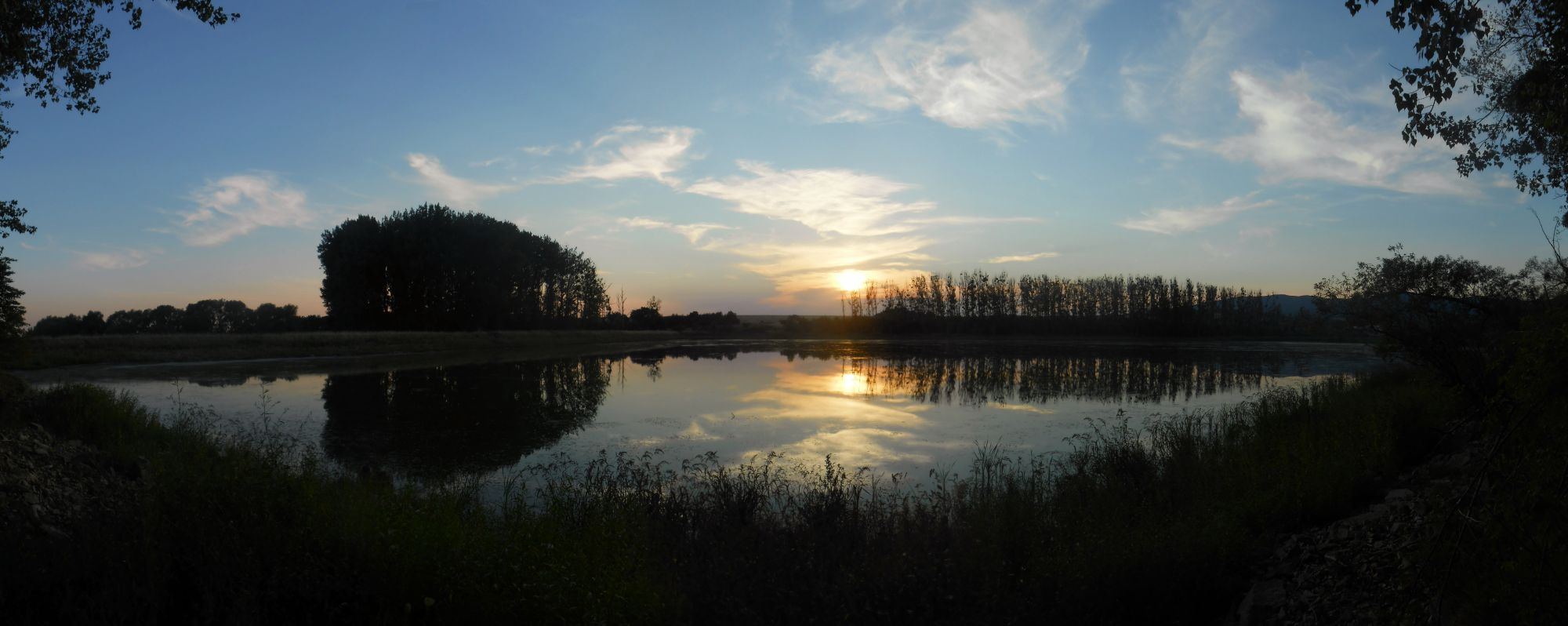
Staw we wsi

Oreské – wieś (obec) na Słowacji położona w kraju koszyckim, w powiecie Michalovce. Pierwsze wzmianki o miejscowości pochodzą z roku 1358. 
Według danych z dnia 31 grudnia 2012, wieś zamieszkiwały 492 osoby, w tym 253 kobiety i 239 mężczyzn.
W 2001 roku rozkład populacji względem narodowości i przynależności etnicznej wyglądał następująco:
- Słowacy – 98,6%
- Czesi – 0,4%
- Rusini – 0,2%

Ze względu na wyznawaną religię struktura mieszkańców kształtowała się w 2001 roku następująco:
- Katolicy rzymscy – 72,95%
- Grekokatolicy – 24,05%
- Ewangelicy – 1%
- Prawosławni – 0,2%
- Ateiści – 0,6%
- Nie podano – 1,2%